# 尼子長三郎
尼子 長三郎（あまこ ちょうさぶろう、文政元年（1818年） - 文久3年11月25日（1864年1月4日））は、幕末の志士。家系は宇多源氏の血筋にて佐々木氏（京極氏）の一門たる尼子氏。代々、水戸藩士である。諱は久恒、久待。仮名は長三郎、亀太郎。父は尼子津右衛門久道。母は内藤益利の女。墓所は茨城県水戸市松本町常磐共有墓地。位階は贈従五位。子に尼子久次郎がいる。

## 生涯
水戸藩士尼子久道の子として生まれた長三郎は天保12年（1841年）、床机廻として藩に出仕した。弘化元年（1844年）に藩主・徳川斉昭が幕譴を受けて隠居を命ぜられると、宥免運動に奔走し、諸藩の志士と交わった。安政2年（1855年）に馬廻組となり、万延元年（1860年）には尼子家の家督を相続した。文久2年（1862年）3月に同僚の美濃部又五郎らとともに長州藩別邸において長州藩有志と会い、水戸藩と長州藩の提携に奔走した。同3年（1863年）2月、藩主・徳川慶篤が勅命により上洛すると、これに扈従して、孝明天皇の賀茂社行幸や石清水八幡宮への参拝にも随従した。同年4月に江戸に帰府し、6月には小姓頭取に昇任した。その後、公卿の間を奔走し、尊皇攘夷の実現を訴えたが、11月25日に急死する。享年46。大正4年（1915年）、従五位を追贈される。